# Gracehill
Gracehill is een plaats in het Noord-Ierse County Antrim. Het ligt op ongeveer 3 km van het centrum van Ballymena in het townland Ballykennedy (uit het Iers: Baile Uí Chinnéide). Het maakt deel uit van de Borough Mid and East Antrim.
Het dorp is uniek in Ierland als een Moravische nederzetting. De naam Gracehill weerspiegelt de religieuze aspiraties van de oprichters. Er waren ook nederzettingen met dezelfde naam in andere landen, bijvoorbeeld Gracehill in de Verenigde Staten.
In 2024 tijdens de 46e sessie van de UNESCO Commissie voor het Werelderfgoed werd ook het historisch centrum van Gracehill mee opgenomen bij de uitbreiding van het werelderfgoed "Moravische kerknederzettingen" waar ook het Deense Christiansfeld, het Amerikaanse Bethlehem en het Duitse Herrnhut in zijn opgenomen, als typisch kerknederzettingen, waar de kerk alle bezittingen bezat, met een Gemeinhaus (Congregatiehuis), School, Kapel, Broederhuis, Zusterhuis en Weduwenhuis als bouwwerken uit deze periode van gemeenschappelijk wonen. Elke nederzetting heeft zijn eigen architectonisch karakter, gebaseerd op de idealen van de Moravische Kerk, maar aangepast aan de lokale omstandigheden. Samen vertegenwoordigen ze de transnationale reikwijdte en consistentie van de internationale Moravische gemeenschap als een wereldwijd netwerk. Er is een actieve congregatie aanwezig in elk deel, waar tradities worden voortgezet en een levend Moravisch erfgoed vormen.

## Geschiedenis
De woonkern die nu bekend staat als Gracehill was oorspronkelijk een stuk land in het townland Ballykennedy dat beheerd werd door Lord O'Neill. Gracehill werd in 1746 gesticht als een Moravische nederzetting door dominee John Cennick. Lord O'Neill stemde ermee in om ongeveer 200 hectare plantageland te verpachten aan dominee John Cenwick, dat werd verdeeld in kleinere delen onder de Moravische kolonisten (ook wel bekend als de Evangelische Broeders). De Moravische kolonisten waren Duitstalige protestanten. De bouw van Gracehill begon op 26 april 1763. Dominee John Cenwick had veel tegenstand gekregen bij zijn poging om te beginnen met de bouw van de nederzetting van de oorspronkelijke huurders die Lord O'Neill van de site had verwijderd. O'Neill had deze huurders slechts 12 maanden van tevoren op de hoogte gesteld om te vertrekken zonder compensatie voor het verlies van hun land. Het eerste gebouw in Gracehill was een winkel, mee gefinancierd met een lening van £ 2000, die ze zes maanden na de aanvraag uit Herrnhut ontvingen.
In het jaar 1837 was het dorp een groot succes. De plattegrond van de nederzetting had de vorm van een vierhoek en was vanuit het midden naar buiten gebouwd. Het dorp bestond uit 39 inwoners die allemaal Moravische kerkleden waren, waarvan de meesten in kleine huisjes woonden. Elke bewoner had voldoende land rondom zijn eigendom om aardappelen te verbouwen en een boerderijdier te houden. Het dorp was versierd met struiken en struiken, en er waren nieuwe gebouwen die voor specifieke religieuze doeleinden werden gecreëerd, waaronder twee hoofdhuizen voor ongehuwde broeders en zusters. Het hoofdhuis voor ongehuwde broeders werd ook gebruikt als een dagelijkse school voor jonge jongens en meisjes, inclusief degenen die geen inwoners van Gracehill waren, en een kostschool voor jongelingen. Het dorp bevatte ook een kleine linnenfabriek om in hun levensonderhoud te voorzien.

## Bescherming
Gracehill is een beschermd gebied dat wordt beschermd door de Noord-Ierse Planning Act van 2011. De eerste erkenning, als Conservation Area, dateert uit 1975 en werd in 1997 geactualiseerd. Het heeft een aantal als monument erkende gebouwen, waaronder de kerk, de oudste graven op het kerkhof en de oude school die een Grade volgens de Statutory List of Buildings of Special Architectural or Historic Interest kregen, de kerk werd een Grade A, de school een Grade B. De twee verdiepingen tellende school in Georgische stijl met 10 traveeën dateert uit 1765. In de 19e eeuw bood het niet alleen les aan lokale kinderen, maar bood het ook internaat aan degenen die niet in het dorp woonden. In dit gebouw werd nog onderwijs gegeven tot het jaar 1999, maar het raakte vervallen als gevolg van droogrot en brandschade. Een lokale Building Preservation Trust werd opgericht om te proberen van dit oorspronkelijke schoolgebouw een historisch centrum voor de stad te maken.

### Werelderfgoed
Vanwege de sterke historische achtergrond hebben de County Council en de Gracehill Old School Trust zich verenigd om Gracehill te laten erkennen als het tweede werelderfgoed van Noord-Ierland, na de Giant's Causeway and Causeway Coast. Zij konden hierbij aansluiten bij een Amerikaans geleid initiatief vanuit Bethlehem, Pennsylvania om de status van werelderfgoed te bereiken voor Moravische kerknederzettingen die in de 18e eeuw werden gesticht en zo de reeds in 2015 toegekende erkenning van het Deense Christiansfeld uit te breiden. Dit initiatief leidde in 2024 uiteindelijk tot succes.